# Музеи Тартуского университета
Музеи Тартуского университета (эст. Tartu Ülikooli muuseum) — музейный комплекс в Тарту. В задачи музея входит сбор, экспонирование, изучение  научных материалов Тартуского университета.
В комплекс входят:

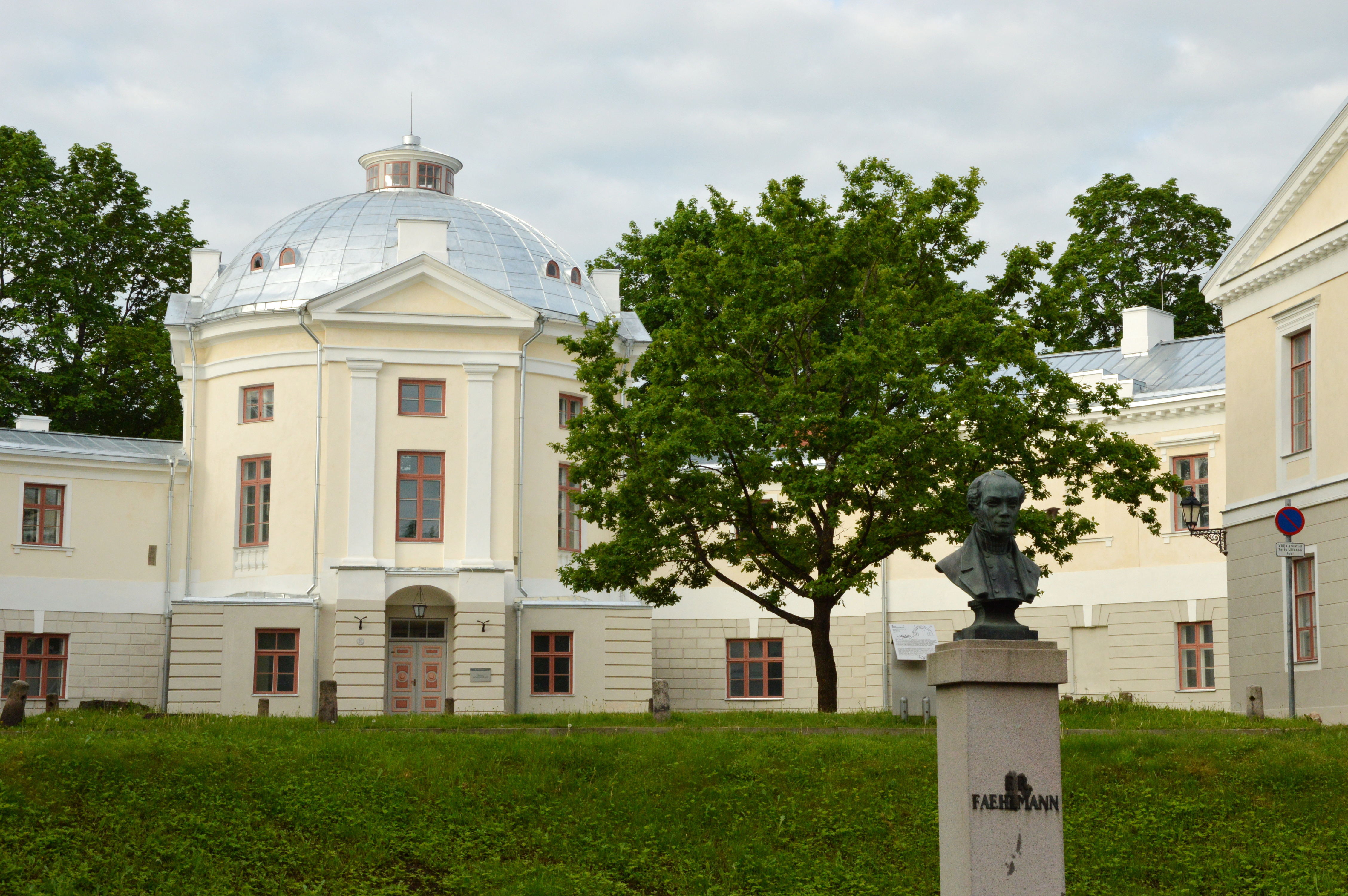
Анатомический театр

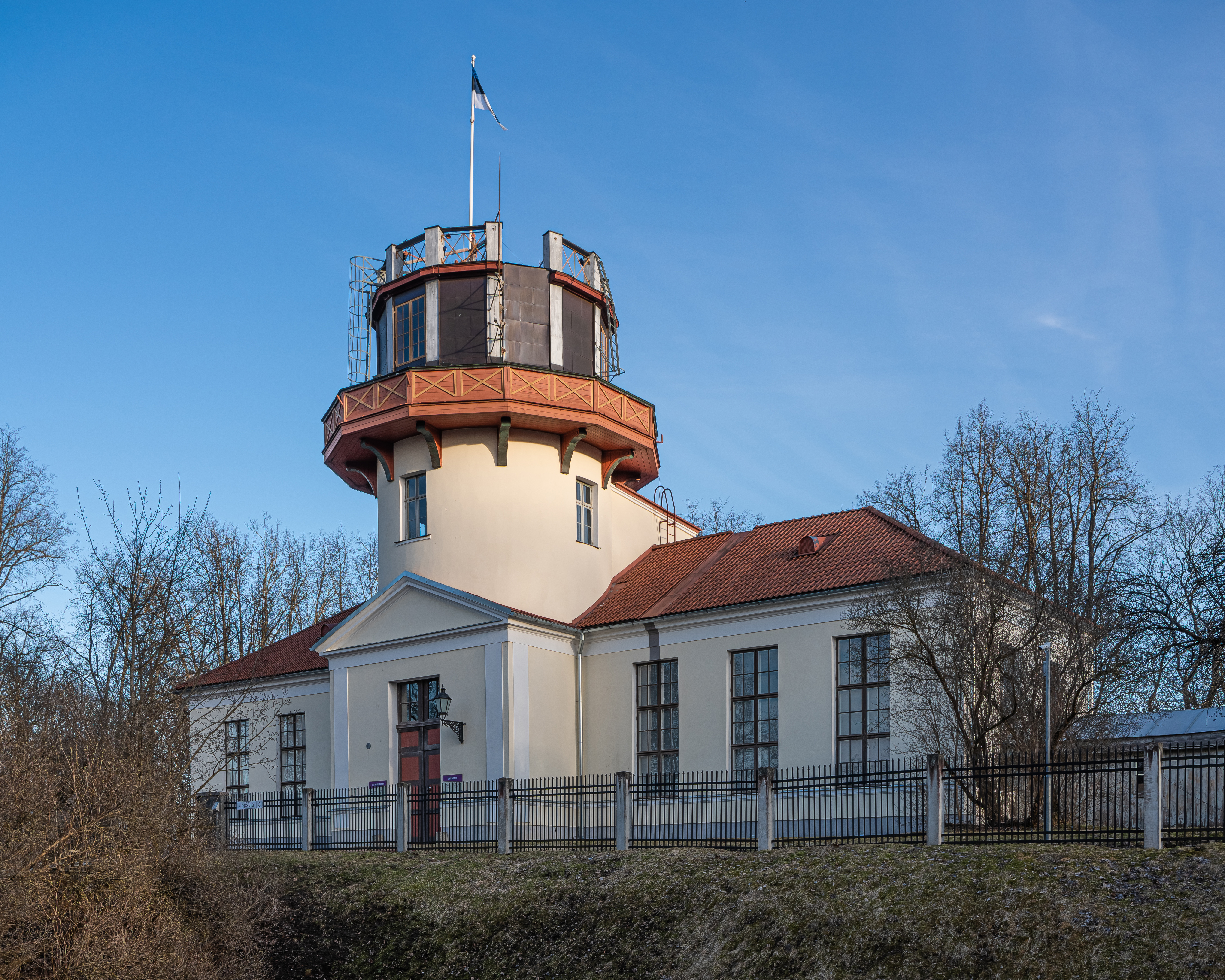
Обсерватория

- Башни Домской церкви Тартуского университета
- Обсерватория Тартуского университета
- Тартуский Старый анатомикум
- Кабинет Безумного Учёного — тематическая выставка с интерактивными механическими «игрушками»[1]
- Музейный магазин «Toompood»

## История
Основан в 1976 году на основе собираемых доцентом Тартуского университета Туллио Илометцем с 1960-х годов материалов.
Первая постоянная выставка была открыта в 1980 году и отражала историю университета до 1918 года.
В 1979 году музею были выделены четыре комнаты в главном здании университета, а в 1981 году музей получил помещения, прежде занимаемые библиотекой Тартуского университета в Домском соборе на Тоомемяги.
С 1982 по 1989 год работал Музей-квартира Дмитрия Ульянова (как филиал музея), затем он был преобразован в Студенческий музей, а в 1997 году закрыт совсем, что объяснялось пассивностью студентов.